# Hüttersbach (Gengenbach)
Hüttersbach ist ein Ortsteil von Schwaibach, einem Stadtteil von Gengenbach im Ortenaukreis in Baden-Württemberg.

## Geografie
Hüttersbach liegt im Hüttersbacher Tal, einem kleinen Seitental des vorderen Kinzigtals im Mittleren Schwarzwald südöstlich von Gengenbach. Durch Hüttersbach fließt das namensgebende 3,7 Kilometer lange Hüttersbächle, welches bei Einach in die Kinzig mündet. In das Hüttersbächle mündet der Brunnentobel. Hüttersbach liegt hinter dem Wohnplatz Einach, welcher am Fuße des Tales liegt. Aufgrund der baulichen Struktur gibt es in Hüttersbach keinen Dorfmittelpunkt. Der Ort setzt sich aus im Tal verstreut liegenden Weilern und Einzelhöfen zusammen.

## Geschichte
Hüttersbach wurde zur Versorgung der Mönche des Gengenbacher Klosters landwirtschaftlich erschlossen. Schon seit dem 14. Jahrhundert gibt es Berichte von der kalten Heilquelle im „Wiesengrund“, wie die Benediktinermönche den Ort nannten, im Hüttersbach. Im 16. Jahrhundert wurde das Wasser aus dem Hüttersbacher Wald über 800 Deucheln in den Brunnen des Gengenbacher Marktplatz und in die Klosterküche geleitet. Doch irgendwann verfiel die alte Quellenanlage. 1822 kaufte der Haslacher Dr. Fähndrich das Grundstück, auf dem sich die schwefelhaltige Quelle befand. Er baute ein 40 Meter langes Bad- und Kurhaus, das zur Hälfte unterkellert war. In dem dreistöckigen Fachwerk-Gebäude gab es 25 Fremdenzimmer, eine Suite, einen Ballsaal und eine Gastwirtschaft. Der Zufahrtsweg zum Bad und den Stallungen war mit Linden zu einer Allee gestaltet. Das Bad nahm raschen Aufschwung und hatte seine berühmteste Zeit zwischen den Jahren 1825 und 1845. Es kam viel Prominenz, besonders aus dem Nachbarland Frankreich. Die Gengenbacher Stadtkapelle spielte im Sommer jeden Sonntag zur Unterhaltung der Gäste vor dem Kurhaus. Die Quelle im Hüttersbach, „Stahlbad“ genannt, wurde rasch zum bekanntesten Bad in der Region.
1837 übernahm Scholastika Herpp aus Gengenbach als Pächterin das Bad. Für 7000 Gulden kaufte sie Dr. Fähndrich das gesamte Badeanwesen ab. Ihr Unternehmen im Hüttersbach florierte. 3000 Bäder wurden pro Saison eingefüllt. Die Gäste kamen von überallher aus der Region, um ins rostfarbene, kohlensäurehaltige Schwefel-Eisenoxydwasser einzutauchen. Tatsächlich wurde amtlich auch ein hoher Kieselerde-Anteil festgestellt. „Sauerbrunnen“ hießen solche Quellen im Schwarzwald, als „Stahlbad Hüttersbach“ machte es der Volksmund berühmt. Auch die Gengenbacher gingen damals mit ihren Frauen und Töchtern gerne am Sonntagnachmittag ins Bad Hüttersbach.
Die Revolutionsjahre um 1848 brachten für das Badevergnügen eine jähe Wende. Die Gäste von der anderen Rheinseite blieben aus, das Geld wurde knapp, der Niedergang des Bades begann. Scholastikas Bitte um finanzielle Unterstützung durch das „Großherzogliche Ministerium des Inneren“ wurde abgewiesen. Gesundheitlich ging es der Badbesitzerin auch zunehmend schlechter. Schließlich hieß es in einer Zeitungs-Announce vom 7. August 1856: „Die Eigenthümerin des Mineralbades zu Hüttersbach lässt [...] ihr Etablissement am Montag, 1. September, nachmittags 2 Uhr, im Badhause an den Meistbietenden versteigern [...] die Verkaufsbedingungen sind sehr billig“. Es war eine Fläche von 6 ½ Morgen, mit Wohn- und Wirtschaftsgebäude, Anlagen, Garten und Wiese. Ein Wirt am Taleingang erwarb das Anwesen. Er ließ die Gebäude sofort abreißen. Schon lange waren ihm die vorbeiziehenden Gäste ein Dorn im Auge gewesen. Einige versuchten, in späteren Jahren den Badetraum im Hüttersbach vergebens wieder zu beleben. Der Sonnenwirt Adolf Mayer bot Ende des 19. Jahrhunderts in seinem Gasthaus in der Innenstadt täglich „Hüttersbacher Stahlbäder“ an, in extra eingerichteten „komfortablen Badekabineten“. Heute ist an der Stelle des ehemaligen Bades ein Wiesengrundstück. Spezielle Pflanzen gaben vor einigen Jahren noch Hinweise auf den mineralischen Boden und eine Wasserader. Zudem liegt im Winter,  wegen der Hohlräume im Untergrund, an diesem Platz kein Schnee. Inzwischen scheint die Quelle gänzlich versiegt und die Räumlichkeiten in der Tiefe verschüttet.

### Wirtschaft
In Hüttersbach gibt es mehrere Bauernhöfe.